# Kultura selemdżańska
Kultura selemdżańska  - nazwa niniejszej jednostki kulturowej związana jest kompleksem stanowisk położonych w dolinie rzeki Selemdży dopływu Zeji. Zespół zjawisk kulturowych utożsamianych z omawianą kulturą obejmował swym zasięgiem obszary wschodniej Syberii. Rozwój tej jednostki kulturowej wyznaczają daty od ok. 19 do ok. 13 tys. lat temu. Inwentarz kamienny w owej kulturze reprezentowany był przez narzędzia typu mikrolitycznych wiórków a także bifacjalnych narzędzi typu narzędzi siekierkowatych oraz ostrzy liściowatych. 